# Quatre Bras-i csata

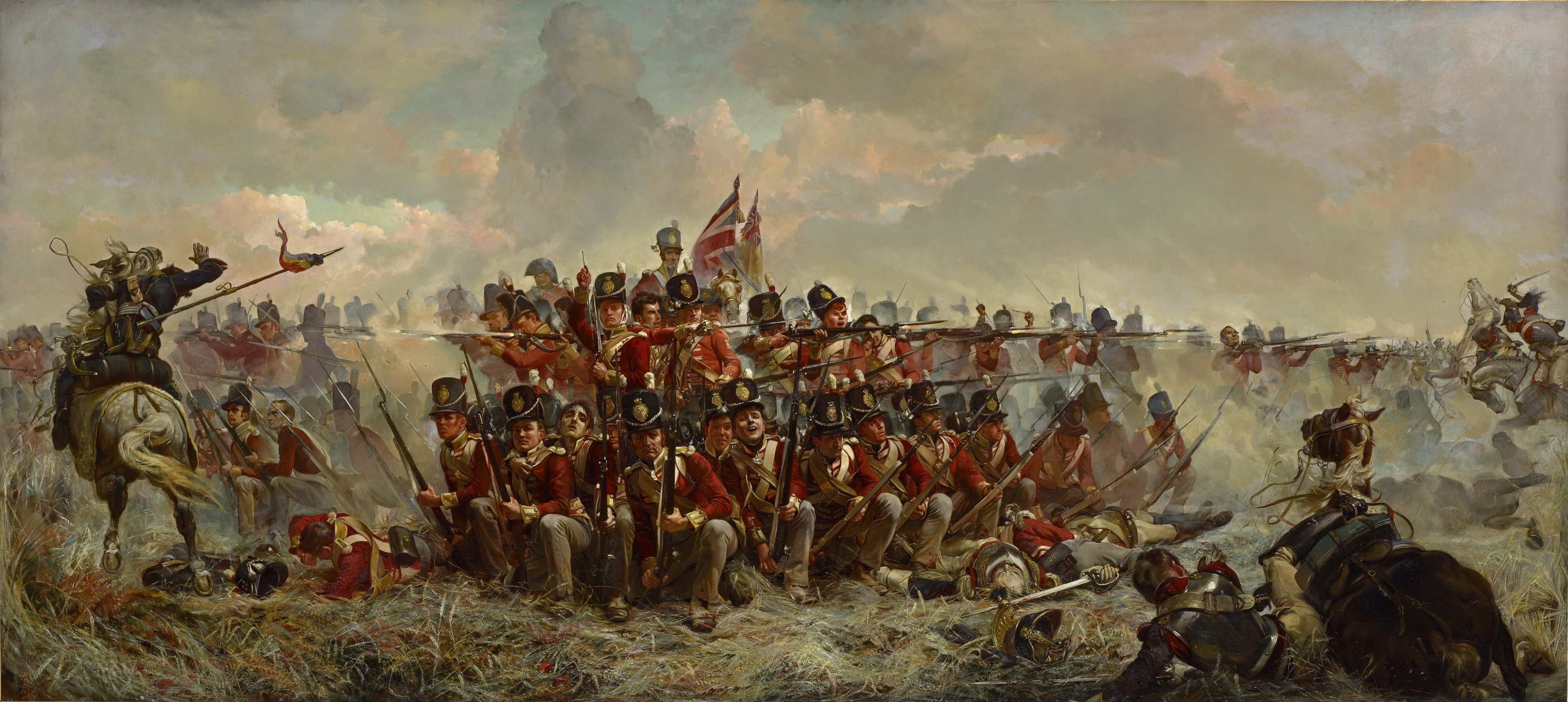
A 28. ezred négyszöge Quatre Bras-nál

A Quatre Bras-i csatában Wellington hercegének brit-holland egyesült hadserege ütközött meg a Ney marsall vezette francia Északi Hadsereg balszárnyával a Napóleon számára stratégiailag kiemelkedő fontosságú Quarte Bras-i útkereszteződésnél 1815. június 16-án.

## Előzmények
A túlerőben lévő szövetséges haderő még nem egyesült, az angolok Brüsszelben, a poroszok keletebbre, Liège-ben gyülekeztek, a francia császár ezt szerette volna mindenképpen megakadályozni. Azt tervezte, kettőjük közé vonul, és külön-külön megveri az angolokat és a poroszokat.
A Wellington herceg angol–holland serege 79 000 gyalogosból, 14 000 lovasból és 196 ágyúból állt. Ebből csak minden harmadik volt brit, és kevés harci tapasztalattal rendelkeztek, hiszen a spanyolországi hadsereg nagyobb része még az Egyesült Államokban állomásozott. Egy hadtest felett a fiatal Oránia hercege parancsnokolt, aki három évet töltött Wellington vezérkarában a spanyolországi harcokban. A 2. hadtest parancsnoka a tapasztalt, idősebb, harcedzett Sir Rowland Hill tábornok volt.
Wellington arra a meggyőződésre jutott, hogy Napóleon támadása esetén keresztülvágna Monson, Brüsszeltől délnyugatra, az angol–holland jobbszárny körül, hogy elvágja a tengertől. Amikor a hadjárat megkezdődött, Wellington már belátta, hogy tévedett, de akkor már majdnem túl későn.

## A csata

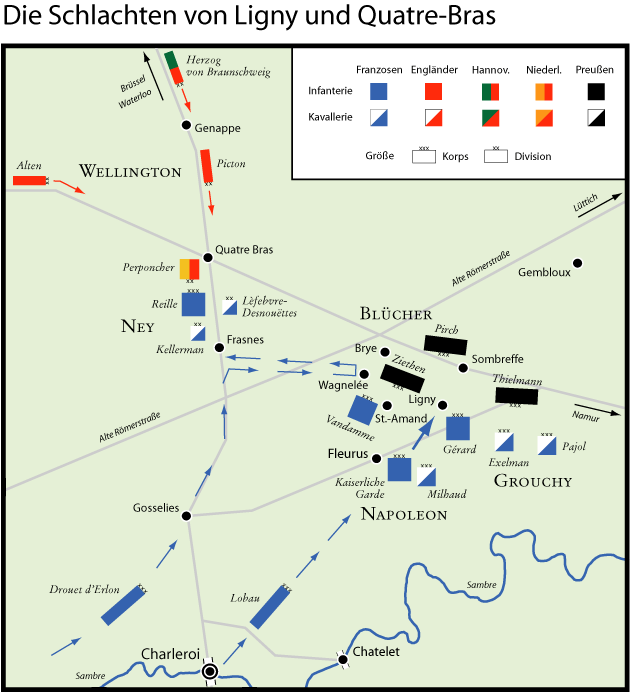
A ligny-i és Quarte Bras-i csata vázlata

Quatre Bras stratégiailag jelentős volt Napóleon számára, mivel ez uralta az észak-déli és a kelet-nyugati útkereszteződést, aki ezt a pontot birtokolja, az bármelyik irányba vonulhat. A szövetségeseket teljesen sikerült a franciáknak meglepni. Wellington herceg csak június 15-én délután 3 órakor értesült arról, hogy a poroszok 1. hadtestét Thuin mellett támadás érte, és az előőrseit elűzték. Még ekkor sem sejtette Napóleon támadásának valódi irányát, sőt, még akkor sem gyanakodott, amikor Vilmos, Oránia hercege érkezett hozzá azzal a hírrel, hogy a poroszokat kiűzték Birche-ből, sőt saját maga is hallotta az ágyúdörgést Charleroi környékén. Az angol tábornok elrendelte seregeinek a gyülekezést, és megparancsolta, hogy álljanak készen az indulásra.
De még mindig fennállt a lehetősége annak, hogy Napóleon Mons irányába támad, és a Charleroi elleni attak csak megtévesztő hadművelet. Gátolta még az is, hogy tisztjeinek többsége Brüsszelben tartózkodott, és Charles Lennox, Richmond 4. hercegének báljára készült. Wellington egyik irányba sem küldte ki csapatait és várt. A visszaemlékezés szerint Richmond hercegnő vacsoraasztalánál Oránia hercege jelent meg és Wellington fülébe súgott valamit. Erre Wellington befejezte vacsoráját, és miközben jó éjszakát kívánt Richmond hercegének, egy térképet kért. Rápillantott, majd így kiáltott fel: „Istenem! Napóleon rászedett! Huszonnégy óra előnyt szerzett velem szemben. Utasítottam a hadsereget, hogy Quatre Bras-nál összpontosuljon, de mi nem ott fogjuk megállítani őket, ezért itt kell megküzdenem vele...” - és hüvelykujjával egy vonalat húzott a térképen a Mont St. Jean hegylánc mentén, Waterloo falutól délre.
Ugyanennek a napnak az éjjelén Napóleon még mindig Charleroi-ban állomásozott. Korán hajnalban elindult azzal az elhatározással, hogy közvetlenül Brüsszel ellen vonul, s megküzd Wellingtonnal, bárhol legyen is. Ez győzelmet jelentett volna a harcmezőn és egy újabb főváros vakmerő elfoglalásáról szóló propagandát tett volna lehetővé. Ney még mindig nem nyomult előre, és ahelyett, hogy Quatre Bras körül koncentrálta volna erőit, hadosztályai a Charleroi-ból kivezető út mentén szétszóródva hátramaradtak.
A francia támadás délután két órakor kezdődött. Ney összevonta 22 ágyúját és elkezdte bombázni a szövetségesek állásait. Előcsatározások tömege előzte meg a francia hadoszlopok támadását.Az angol–holland arcvonal már-már az összeomlás szélén állt, amikor Brüsszelből megérkezett Picton lovasdandárral támogatott hadosztálya. Késő délután heves összecsapásra került sor a Quatre Bras körüli erdőkben és mezőkön, de a szövetségesek vonala kitartott.
Ney utasította Kellermann tábornok vérteseit, hogy távolítsák el az útból a brit és a holland gyalogságot. Kellermann, vonakodott megrohanni 25 000 gyalogost támogatás nélküli lovasságával. A két francia tábornok között heves szóváltás támadt, Kellermann mérgében vágtában a brit vonalak ellen vezette embereit. A vértesek áttörtek egy brit dandáron, s elérték a Quatre Bras-i ikerkereszteződést. A brit gyalogság négyszög-alakzatot vett fel, és heves golyózáport zúdított a franciákra. Kellerman alól is kilőtték a lovát, és bár sikerült elmenekülnie, lovasságát alaposan megtizedelték. Ney ezután gyalogsági rohamot vezényelt az angol–holland arcvonal ellen, de ekkor már Wellington sorait folyamatosan feltöltötték, és amikor a gyalogos gárda kora este megérkezett, képes volt támadást indítani az egész francia arcvonal mentén. A franciák heves küzdelmek során kénytelenek voltak visszahátrálni eredeti állásaikba.
Ney több mint 4 000 embert és lovasságának nagyobb részét elveszítette, az angol-holland veszteség azonban még nagyobb volt, mintegy 4 700 ember. Ney semmit sem nyert, de bizonyos mértékig Napóleon stratégiai céljait szolgálta, mivel meggátolta Wellingtont abban, hogy Blücher segítségére menjen, aki ekkor már visszavonult.

## Következmények
Wellington 17-én hajnalban még mindig Quatre Bras mögötti állásaiban tartózkodott. Reggel 7.30-kor tudta meg, hogy a poroszok vereséget szenvedtek. „Blücher alaposan kikapott, és visszakullogott Wavre-ba” – mondta. „Mivel visszament Wavre-ba, nekünk is ezt kell tennünk. Angliában bizonyára azt mondják majd, mi is vereséget szenvedtünk. Nem tehetek róla; mivel ők visszavonultak, nekünk is ugyanezt kell tennünk.”
Délelőtt megkezdődött az általános visszavonulás, és Napóleon ekkor újabb lehetőséget hagyott ki. Ha mozgás közben lepte volna meg Wellingtont, Brüsszelig, vagy még hátrébb szoríthatta volna vissza. Elmúlt már dél is, mire a császár elindult Quatre Bras-ba, addigra már a brit gyalogság úton volt Waterloo felé.